# Geraniales
Las Geraniales es un pequeño orden de las Magnoliophytas, incluyéndose dentro del subgrupo rósidas de las dicotiledóneas. La familia más grande en el orden son las Geraniaceae con más de 800 spp. El orden incluye algunas familias, contribuyendo juntos con menos de 40 spp. Muchas Geraniales son herbáceas, pero hay arbustos y pequeños árboles. Flores pentámeras, actinomorfas o zigomorfas; androceo con 2 verticilos, a veces uno de ellos se transforma en estaminodios; presentan un disco nectarífero muy reducido, que llega a transformarse en glándulas internas; cuando queda algo del disco, a este se sueldan los estambres, recuerda a un hipanto corto, pero segrega néctar; gineceo súpero. Muchas familias, escasa representación en la península ibérica, y solo de alguna de ellas.
La importancia económica de las Geraniales es baja. Algunas spp. del género Pelargonium son cultivadas por su aceite aromática para la industria perfumera. Otras especies, mayormente de las Geraniaceae, tiene usos hortícolas y medicinales.
No existen registros paleobotánicos.

## Clasificación
Las familias están en nuevas clasificaciones. En ellas, Hypseocharitaceae y Francoaceae con Greyiaceae son incluidas dentro de las Geraniaceae y de las Melianthaceae respectivamente, pero pueden ser tratadas separadamente. Las Ledocarpaceae pueden incluirse en las Vivianiaceae.
En el sistema Cronquist, las Geraniales tenían una diferente composición, comprendiendo las siguientes familias:
- Familia Geraniaceae
- Familia Oxalidaceae
- Familia Limnanthaceae
- Familia Tropaeolaceae
- Familia Balsaminaceae

Las Vivianiaceae y las Ledocarpaceae eran incluidas en las Geraniaceae, y las Hypseocharitaceae en las Oxalidaceae, y ahora en el orden Oxalidales. Las Melianthaceae estaban en las Sapindales, Greyiaceae Archivado el 9 de julio de 2017 en Wayback Machine. y Francoaceae en las Rosales, esta última subsumida en las Saxifragaceae.